# بکلی جانکشن (ویرجینیای غربی)
بکلی جانکشن (به انگلیسی: Beckley Junction) یک منطقهٔ مسکونی در ایالات متحده آمریکا است که در شهرستان رالی، ویرجینیای غربی واقع شده‌است. بکلی جانکشن ۶۹۱٫۹ متر بالاتر از سطح دریا واقع شده‌است.